# Manihot hilariana
Manihot hilariana är en törelväxtart som beskrevs av Henri Ernest Baillon. Manihot hilariana ingår i släktet Manihot och familjen törelväxter. Inga underarter finns listade i Catalogue of Life.